# 玫瑰码头
玫瑰码头（Rozenhoedkaai）是布鲁日的一条街道，沿着名叫Zoutdijk的运河，从第韦尔到Braambergstraat。
在早期，此处很可能有一个码头，船舶在此卸盐。直到18世纪，才使用“玫瑰码头”这个名称，原因是此处有售卖念珠的摊贩。 
在乔治·罗登巴赫的《Bruges-la-Morte》中，主角就住在这条街上。

## 参考

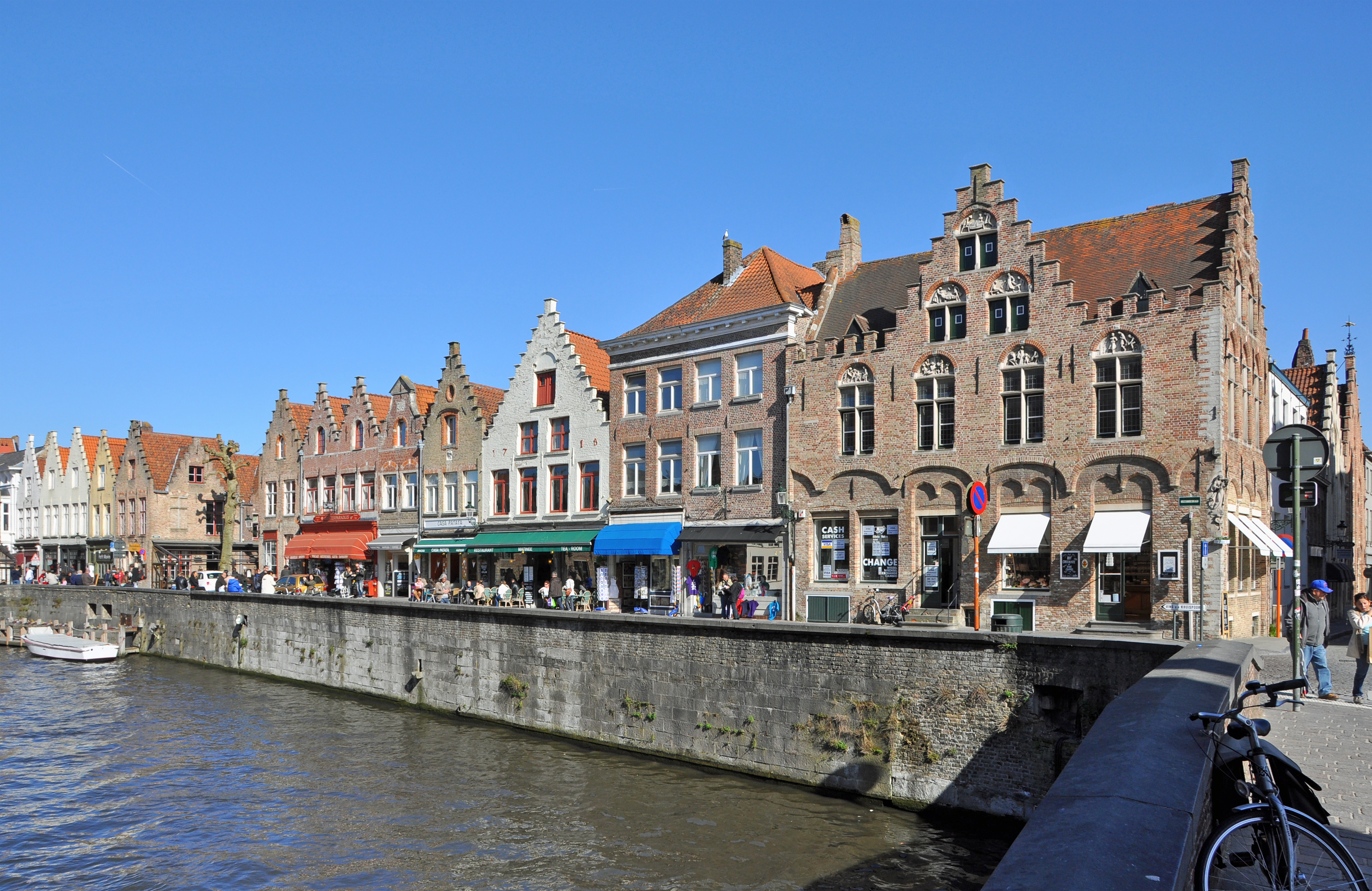
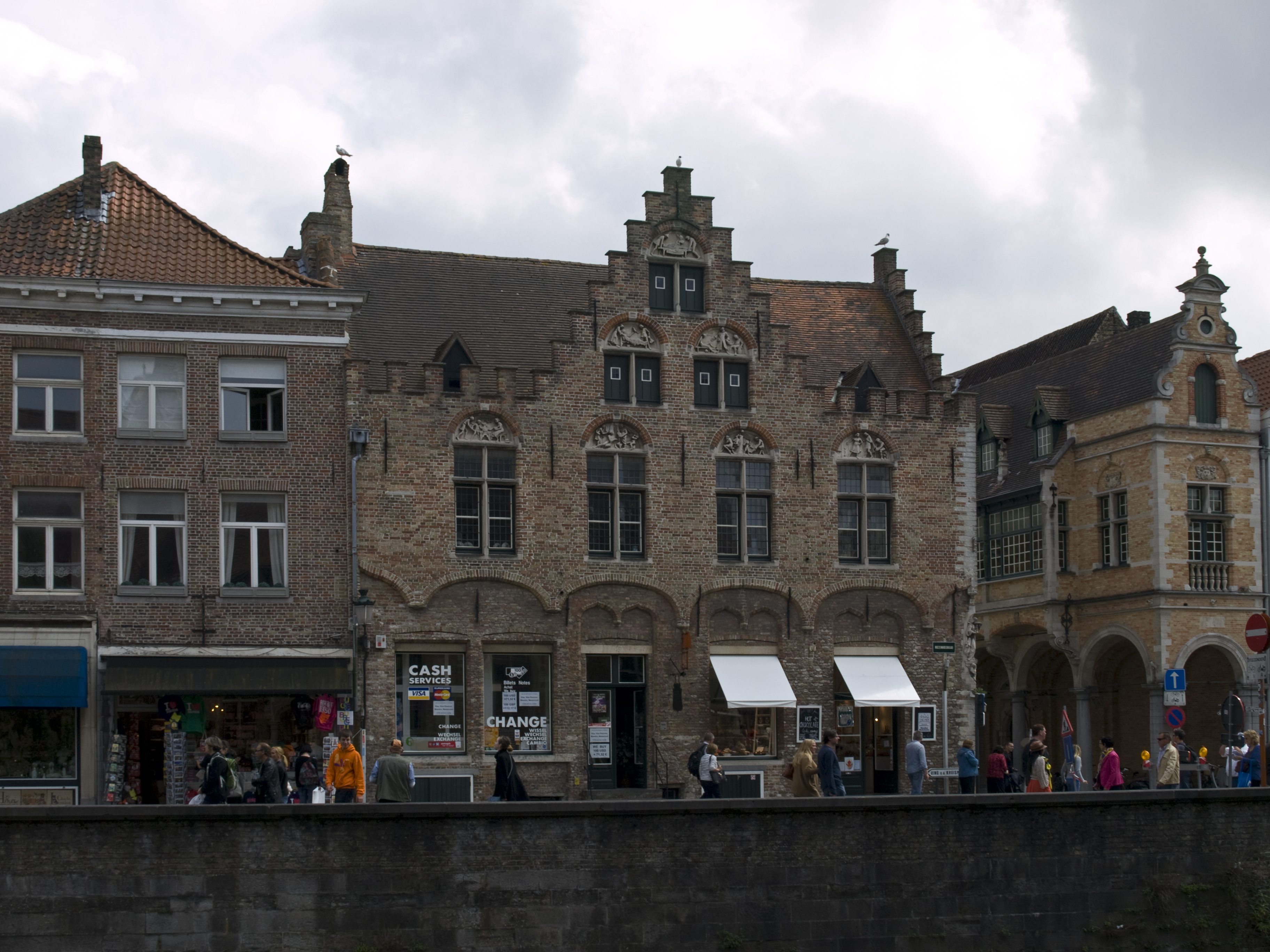
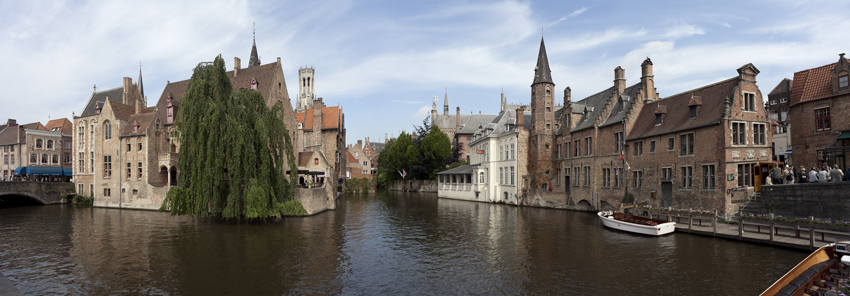
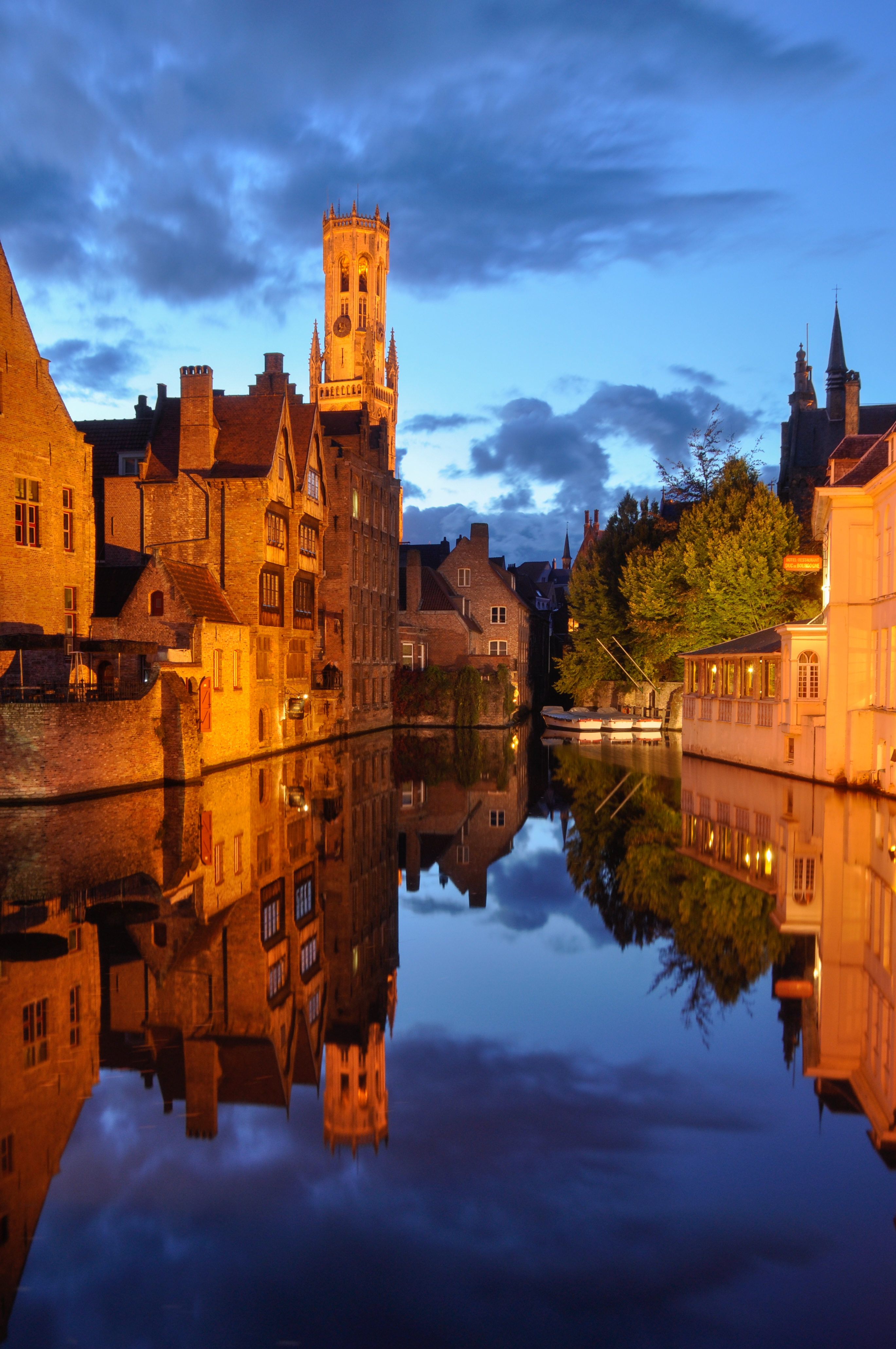